# Niccolò Fortiguerra
Niccolò Fortiguerra (Pistoia, 1419 - Viterbo, 21 de dezembro de 1473) foi um cardeal italiano do século XV.

## Vida pregressa
Nasceu em uma família nobre. Filho de Bartolomeo Fortiguerra e de sua esposa, Pippa. Parente do Papa Pio II por parte de mãe. Seu sobrenome também está listado como Forteguerri. Chamado de Cardeal de Teano.
Estudou direito com Filippo dei Lazzari em Bolonha e Siena; obteve doutorado in utroque iure, tanto em direito canônico quanto em direito civil, neste último.
Vice-tesoureiro de Sua Santidade. Governador de Viterbo. Ambos os papas Eugênio III e Nicolau V o incumbiram de várias missões. Familiar do Papa Pio II.

## Episcopado
Eleito bispo de Teano em 25 de novembro de 1458; ocupou a sé até sua morte. Consagrado (nenhuma informação encontrada). Enviado pelo papa a Nápoles para negociar o casamento entre a sobrinha de Pio II, Antonia Piccolomini, e um filho do rei Fernando I; teve sucesso e conseguiu para a igreja Benevento e Terracina.

## Cardinalato
Criado cardeal-presbítero no consistório de 5 de março de 1460, celebrado em Siena; recebeu o chapéu vermelho em 8 de março e o título de Santa Cecília em 19 de março na igreja de S. Francesco fuori le mura, Siena. Eleito camerlengo do Sagrado Colégio dos Cardeais em 1462, para uma parte do ano. Nomeado legado em Bolonha; deixou Roma em 22 de fevereiro de 1462 à frente das tropas papais contra Sigismondo Malatesta, que havia ocupado Romagna e Marchas; o cardeal tomou Fano em 23 de setembro de 1463; reentrou em Roma no dia 21 de novembro seguinte, após ter submetido Fano à obediência do Papa Pio II.
Em 4 de maio de 1464, recebeu o comando da frota da cruzada contra os turcos com o título de legado; pouco depois, foi a Pisa inspecionar o armamento das galeras; foi em 20 de junho de 1464 a Ancona para encontrar o papa; voltou para Pisa; a frota não pôde partir por causa da peste e da morte do Papa. O cardeal de Teano não participou do conclave de 1464, que elegeu o Papa Paulo II; foi a Roma e coroou o novo papa porque o cardeal protodiácono Rodrigo Borja y Borja, estava doente. Em 1465, entrou em campanha contra Deifobo de Anguilara, que havia devastado os Estados Papais; ele ocupou treze castelos em doze dias e forçou Deifobo a buscar refúgio em Veneza. Participou do conclave de 1471, que elegeu o Papa Sisto IV. Ele era um protetor de escritores e artistas. Fundou em Pistoia um colégio denominado "La Sapienza"; uma biblioteca foi fundada nele depois de 1528 e recebeu seu nome; a biblioteca foi ampliada em 1811 e em 1860. Nomeado legado em Viterbo, onde adoeceu.
Morreu em Viterbo em 21 de dezembro de 1473. Seu corpo foi trasladado para Roma em 24 de dezembro de 1473 e sepultado na igreja de Santa Cecília em Trastevere; seu túmulo foi esculpido por Mino de Fiesole. O funeral ocorreu em 30 de dezembro. Em 1865, um monumento em sua homenagem foi erguido em frente ao palácio do podestà de Pistoia, obra de Cesare Sighinolfi.